# Supunna michaelseni
Supunna michaelseni är en spindelart som beskrevs av Simon 1909. Supunna michaelseni ingår i släktet Supunna och familjen flinkspindlar.
Artens utbredningsområde är Western Australia. Inga underarter finns listade i Catalogue of Life.